# Peter Cookson
Peter Cookson (1913-1990) est un acteur américain de cinéma, théâtre et télévision.

## Biographie
Peter Cookson est né le 8 mai 1913 sur un bateau, sur la Willamette River en Oregon.
Il commence sa carrière à Broadway en 1947, et remporte un Theatre World Awards en 1947. Il est marié avec Maureen Gray entre 1937 et 1948, puis à l'actrice Beatrice Straight entre 1949 et 1990.
Il meurt d'un cancer des os le 6 janvier 1990.

## Filmographie

### Cinéma
- 1943 : Swingtime Johnny, Jonathan
- 1943 : A Guy Named Joe, Sgt. Hanson
- 1944 : Strange Confession, un soldat
- 1944 : Detective Kitty O'Day, Johnny Jones
- 1944 : The Girl Who Dared, Rufus Blair
- 1944 : Shadow of Suspicion, Jimmy Dale
- 1944 : L'Imposteur de Julien Duvivier
- 1945 : Adventures of Kitty O'Day, Johnny Jones
- 1945 : G.I. Honeymoon, Lt. Robert 'Bob" Gordon
- 1945 : Behind City Lights,  Lance Marlow
- 1946 : The Scarlet Horseman, Kirk Norris
- 1946 : Frayeur (Fear), Larry Crain
- 1946 : Strange Conquest (en) de John Rawlins, William Sommers
- 1946 : Don't Gamble with Strangers, Bob Randall

### Télévision
- 1949 : The Philco-Goodyear Television Playhouse
- 1950 : Robert Montgomery Presents Maxim de Winter
- 1951 : The Billy Rose Show
- 1951 :  Lights Out
- 1951-52 : The Web
- 1952 :  Broadway Television Theatre
- 1952-54 Suspense
- 1954 :  Justice (en) (série télévisée)
- 1954 : Studio One in Hollywood
- 1955 : Appointment with Adventure
- 1955 : Star Tonight
- 1955-1957 : Armstrong Circle Theatre
- 1957 : The Millionaire
- 1957 : Telephone Time
- 1957 : The United States Steel Hour
- 1958 : Matinee Theatre
- 1958 : The DuPont Show of the Month
- 1952-58 : Kraft Theatre
- 1958 : The Investigator

## Théâtre
- 1947 : Message for Margaret Robert Chalcot (Theatre World Award)
- 1947-1948 : The Heiress Morris Townsend
- 1950 : The Innocents
- 1950 : The Little Blue Light Ellis
- 1952 :  Seagulls Over Sorrento
- 1953-55 : Can-Can (comédie musicale)
- 1957 : Four Winds
- 1959 : Rashomon (producteur)
- 1965-66 : The Right Honourable Gentleman nommé au Tony Award

## Publications
- Henderson's Head[4]
- Pigeons, a comedy play, pièce devenue scénario en 1986
- Million Rosebuds (1978)
- Unique Species (1984)